# 伊達宗澄
伊達 宗澄（だて　むねすみ）は、戦国時代の武将。陸奥の伊達氏の重臣。伊達稙宗の5男（第10御子）。母は側室の下館氏。通称は始め右兵衛、後に相模。老いて入道し、休意碩斎、後に略して碩斎と名乗る。伊達晴宗、伊達輝宗、伊達政宗の3代に仕えた。

## 生涯
伊達稙宗の第5男（第10御子）として誕生する。母は側室の下館氏。同腹の兄弟に、二階堂照行室、田村隆顕室、懸田俊宗室が居る。宗澄は田村隆顕室の次に生まれた。
天正2年（1574年）5月20日、伊達輝宗は岳父の最上義守の援軍要請によって最上へ出陣、最上義光領地の村山郡畑谷を攻める。鉄砲の撃ち合いの後、少々の鑓合わせがあり、戦は開始した。この時の伊達輝宗の軍は、先手が小梁川盛宗、二番備が伊達右兵衛宗澄、三番備が富塚宗綱、四番備が原田宗政、五番備が浜田景隆、六番備が遠藤基信、七番備が御旗本という備えであった。
その後、戦場は楢下、新宿、中山、新地、荒砥、簗沢と移り、6月9日に米沢城に帰還した。この戦時、伊達右兵衛宗澄は備えを指揮する大将という立場で、多数の兵を率いて戦っているが、宗澄の当時の領地や居城等は不明。
その後、宗澄は通称を右兵衛から相模と変え、老いて入道し、休意碩斎と名乗る。
天正8年（1580年）2月上旬、伊達相模宗澄入道休意碩斎は、この冬に三春の田村氏から伊達政宗に嫁入りした、田村清顕 の娘の愛姫を、宗澄の私邸に招いて御祝し、饗応した。宗澄の同腹のすぐ上の姉が、田村隆顕の正妻となっており、その息子は田村清顕、愛姫はその娘で孫にあたるため、愛姫から見れば宗澄は大叔父である。
天正10年（1582年）3月、伊達輝宗は、 蘆名盛隆（二階堂阿南姫の長男）と二階堂阿南姫（伊達輝宗の姉）の連合軍と田村清顕の軍の争いを和睦させる為、蘆名氏と二階堂氏へは中島宗求を、田村氏へは伊達相模宗澄入道殿碩斎が和睦調停の使者として遣わされる。
昨年、二階堂盛義が死去してから田村清顕は二階堂阿南姫の領地を侵略し始め、岩瀬郡今泉城を攻め取り、田村氏の家臣の田村宮内月斎（田村顕頼）が居城としていた。その為、領土を奪われたままの二階堂阿南姫は和睦に応じる気はなかったが、4月の御代田合戦に於いて、田村氏領地の御代田城が蘆名盛隆の手に落ちる（蘆名盛隆 は佐竹義重と相談し計略を図る）と状況が一変。お互い攻め取った城を交換することで4月18日に三家の和議が無事成立した。5月11日には、田村清顕より、伊達碩斎による和睦の執り成しの御礼状が、田村氏家臣の新田美作（新田信政）を使者として届いた。
天正13年（1585年）4月、大内定綱は、雪が溶け春になったら妻子を米沢に移り住ませたいと告げ、安達郡小浜城に戻っていたが、春になっても一向に米沢に来ないので、伊達政宗は家臣の宮川一毛斎と五十嵐蘆船斎を使として大内氏の居城小浜城に遣わした。ところが、たとえ滅亡に及ぶとも米沢には参らない、と返答してきた。その真意を聞く為、重ねて使者として片倉以休斎（片倉景親）と原田旧拙斎（原田長成）を遣わすと、更に悪口を告げてきた為、両使は大いに怒り、急いで米沢に戻って定綱の歪曲を言上した。かねてから田村清顕より大内退治の要請も届いていた為、伊達政宗は大内定綱の退治を決断する。
此度の大内定綱の敵対の裏には会津の蘆名氏が関わっていると見て、5月2日、原田宗時に命じ猿倉峠より蘆名領を攻めさせた（関柴合戦）。一方、政宗は檜原峠を越えて攻め入る。その為、大内退治の小浜城攻めは田村氏（田村清顕）に任せ、伊達氏からは、伊達相模宗澄入道殿碩斎を名代とし、桑折宗長を副将に、田村清顕の加勢として差し遣わされた。
大内退治の戦は、桑折宗長 が活躍したが、大内定綱の戦上手もあって膠着状態が続き決着がつかなかった。
天正13年（1585年）閏8月7日、大内氏家臣で刈松田城主の青木修理の寝返り工作に成功する。また、会津蘆名氏との関柴合戦も、檜原を攻め取り、砦を築いて後藤信康に守らせたが、期待していた内応者もなく、山峡のため大軍を動かせず、利なくして撤退となった為、閏8月12日、政宗は矛先を変え、大内退治に米沢城より出陣した。
天正15年（1587年）7月20日、前日に米沢城に参上した田村氏家老の橋本顯徳の政宗による饗応に際し、伊達相模宗澄入道殿碩斎は伯蔵軒・松井松雲軒・七宮伯耆・富塚宗綱・遠藤宗信と共に相伴を与る。その後、御拍子が催された。橋本顯徳は、昨年、田村清顕が死去して以来、田村家中が相馬派と伊達派に分れた窮状を政宗に告げに訪れていた。
天正15年（1587年）9月20日、米沢城内に新築中だった新造の御数寄屋が落成する。
今朝、伊達碩斎はその数寄屋で浜田景隆・松井松雲軒と共に政宗より御茶を賜わる。
天正15年（1587年）10月14日、伊達氏一家の鮎貝宗信が隣国の最上義光に通じ謀反を起こす。鮎貝宗信は最上義光の妹を妻に娶っていた。伊達政宗は事の大事を重んじ、即時に兵を率いて鮎貝城に出陣し鎮圧した。この時、伊達碩斎は富塚宗綱・五十嵐櫓舟斎と共に米沢城の留守居を命ぜられ、役を務める。
天正16年（1588年）1月14日の晩、米沢城にて御佳列乱舞始めが催される。政宗は新田義綱を饗応する。この時、伊達相模宗澄入道碩斎は小梁川宗重・増田宗繁と相伴に与る。御座奉行は片倉以休斎（片倉景親）と守屋意成が努めた。
天正16年（1588年）1月20日、御鷹狩が催される。風雪甚だ激しかったがやがて止んだ。御囲いに於いて伊達碩斎は政宗に饗応される。相伴は原田宗時・片倉以休斎（片倉景親）・守屋意成が与る。
天正16年（1588年）9月24日、伊達相模宗澄入道碩斎は、米沢城に参上し政宗に帰城のお祝いに御馬を進献する。政宗は5月に石川弾正（石川光昌）退治として米沢城を出陣して以来、6月には郡山合戦、8月からは田村仕置を行って、米沢城に戻ったのは4か月振りだった。
翌25日の朝、伊達碩斎は伊達政宗に饗応される。相伴は宮川一毛斎・伯蔵軒・松井松雲軒・七宮伯耆・五十嵐蘆船斎が与る。
天正16年（1588年）12月19日、伊達碩斎は、捕獲した白鳥一羽を政宗に献上する。七宮伯耆が披露する。2日前、田村宗顕が田村名代に立てられたことに対する御礼に、田村宗顕の使者、新田玄蕃・熱海内膳・今泉佐馬丞が米沢城に訪れており、もてなしのため、献上した。その日の夜、田村氏の使者三名は政宗より饗応を受け、乱舞も催された。
天正17年（1589年）2月26日、政宗の乗っていた馬が急に暴れだし、政宗は咄嗟に馬から飛び降りたが足を怪我（骨折）してしまう。伊達碩斎は28日に見舞いに訪れる。29日と3月1日も政宗を見舞う。
天正17年（1589年）6月5日、伊達政宗は会津摺上原の戦いで蘆名氏に勝利し、10日に当主の蘆名義広が白川に退いた為、11日に会津黒川城に入城する。黒川城を新な伊達氏の本城とし、13日には政宗の母の義姫や妻の愛姫も米沢城より移ってきた。（但し、政宗の弟の伊達小次郎は8月18日に参着する）
天正17年（1589年）7月13日、伊達相模宗澄入道碩斎は、米沢より会津黒川城に参上する。19日の夜、伊達政宗に饗応される。相伴は伯蔵軒・松井松雲軒・片倉景綱が与る。
その後、伊達治家記録に伊達碩斎の記録が残されていない。
天正18年（1590年）2月、伊達政宗が米沢城の城代を務める伊達鉄斎（伊達宗清）宛への書状に、「碩斎仕合不及是非候、彼名跡に無躰之者、不罷成候間、親類之事に候条」と碩斎の跡目に関する文が書かれており、この書状が出された頃に亡くなったと思われる。
伊達家の長老として重鎮的存在であったが、居城、没年月、墓所、戒名など記録に残されてない。